# Mélanie Robillard
Mélanie Robillard (* 3. Oktober 1982 in Sussex, New Brunswick) ist Curlerin und lebt zurzeit in Brüssel, Belgien.
Robillard, deren Mutter Deutsche ist, war Ersatzspielerin (Alternate) der deutschen Mannschaft bei der Curling-Weltmeisterschaft 2008 im kanadischen Vernon. Damit eine Teilnahme an der WM im Team um Andrea Schöpp möglich war, erhielt Robillard aufgrund ihrer deutschen Mutter die deutsche Staatsbürgerschaft. Sie studierte Jura an der Freien Universität Brüssel. Neben ihren Muttersprachen Englisch und Deutsch spricht sie fließend Französisch.
Im Jahr 2005 ließ sie sich nackt für einen Kalender fotografieren, um den Curlingsport der Frauen zu fördern.
Bei der Curling-Europameisterschaft 2009 in Aberdeen war Robillard als Third im Team mit Skip Andrea Schöpp, Second Monika Wagner, Lead Corinna Scholz, Alternate Stella Heiß und gewann die Goldmedaille. Die Round Robin hatte das Team als Dritter abgeschlossen. Das Page-Playoff-Spiel gewann man gegen Russland und das Halbfinale gegen Dänemark. Im Finale setzte man sich mit 7:5 gegen die Schweiz durch.
Im Februar 2010 nahm Robillard als Mitglied des deutschen Teams an den Olympischen Winterspielen 2010 in Vancouver (Kanada) teil. Die Mannschaft belegte den sechsten Platz.
Robillard gewann am 28. März 2010 mit dem deutschen Team um Skip Andrea Schöpp die Curling-Weltmeisterschaft. Im kanadischen Swift Current besiegte die deutsche Mannschaft das Team Schottland um Skip Eve Muirhead mit 8:6 Steinen nach Zusatzend.
2014 trat sie für Spanien bei der Europameisterschaft der Frauen (C-Gruppe) und der Mixed-Europameisterschaft an.

## Erfolge
- Weltmeisterin 2010
- Europameisterin 2009
- Mixed-Europameisterin 2008
- Deutsche Meisterin 2009, 2010
- Deutsche Mixed-Meisterin 2008, 2009